# Элеутери Серпьери, Паоло
Паоло Элеутери Серпьери (англ. Paolo Eleuteri Serpieri, род. 29 февраля 1944 года, Венеция) — итальянский иллюстратор и автор комиксов, известный благодаря эротической серии Druuna.

## Биография
Родился 29 февраля 1944 года в Венеции. В юности переехал в Рим. Изучал архитектуру и живопись в Римской академии изящных искусств под руководством Ренато Гуттузо. В 1966 году начал карьеру художника, однако спустя девять лет переключился на создание комиксов — оформив сотрудничество с журналом Lanciostory. Будучи большим поклонником американского Старого Запада, совместно с писателем Раффаэле Амбросио создал серию вестернов под названием «История Дальнего Запада» (The Story of the West) — посвященную данному историческому периоду — которая была опубликована в журналах Lanciostory и Skorpio. Наиболее известными публикациями этой серии стали — L’Indiana Bianca («Белая индианка») и L’Uomo di Medicina («Знахарь»). Начиная с 1980 года Серпьери приложил руку с созданию сборника Découvrir la Bible («Знакомство с Библией»), а также поработал над короткими зарисовками для таких журналов, как L’Eternauta, Il Fumetto и Orient Express.

### Druuna
В 1985 году Серпьери опубликовал Morbus Gravis, первую книгу из своей самой известной серии комиксов Druuna. Серия обрела скандальную популярность благодаря реалистичному и откровенному содержанию, включая детальные изображения сексуального характера и натуралистичное насилие. Книги франшизы пользовались большим успехом — они были выпущены на двенадцати языках с общим тиражом более миллиона экземпляров. Перевод на английский был опубликован культовым издательством Heavy Metal.
Благодаря успеху серии, Серпьери опубликовал множество связанных с ней скетчбуков, таких как Obsession, Druuna X, Druuna X 2, Croquis, Serpieri Sketchbook, Serpieri Sketchbook 2 и The Sweet Smell of Woman. Высокодетализированные изображения фигуристых женщин снискали для Серпьери славу «Властелина задниц» (англ. Master of the Ass).
Серпьери также принимал участие в разработке видеоигры Druuna: Morbus Gravis (2001) — посвящённой титульной героине — в качестве художника-дизайнера.

## Избранная библиография
- Morbus Gravis (Severe Disease) (1985, Dargaud, ISBN 3-933187-69-9)
- Druuna (1987, Dargaud, ISBN 2-908406-63-2)
- Creatura (1990, Bagheera, ISBN 3-933187-71-0)
- Carnivora (1992, Bagheera, ISBN 3-933187-72-9)
- Mandragora (1995, Bagheera, ISBN 2-908406-32-2)
- Aphrodisia (1997, Bagheera, ISBN 2-908406-69-1)
- La Planète oubliée (The Forgotten Planet) (2000, Bagheera, ISBN 2-908406-60-8)
- Clone (2003, Bagheera, ISBN 2-908406-72-1)
- Anima (2016)